# Smardzowate
Smardzowate (Morchellaceae Rchb.) – rodzina grzybów z rzędu kustrzebkowców (Pezizales).

## Morfologia
Owocniki przeważnie kapeluszowate, rzadziej miseczkowate. Płodna powierzchnia główki pokryta głębokimi jamkami (alweolami), bruzdami lub fałdami, sporadycznie całkiem gładka.
W rodzinie tej występują smardze (Morchella) będące smacznymi grzybami jadalnymi, a także grzyby podziemne. Rodzaj Morchella charakteryzuje się owocnikami pofałdowanymi z ciągłym hymenium i dużymi workami na szypułkach. U Disciotis owocnik jest kopulasty, siedzący. Grzyby podziemne tworzą owocniki beztrzonowe typu ptychotecium lub stereotecium, a u jednego gatunku (Fischerula subcaulis) występuje trzon. Dawniej niektóre badania sugerowały, że gatunki z rodziny Morchellaceae są grzybami ektomikoryzowymi, ale przynajmniej niektóre gatunki Morchella rosną bez żadnych ektomikoryzowych roślin żywicielskich w pobliżu i mogą być uprawiane na podłożach hodowlanych. U gatunków Morchella występują anamorfy, które dawniej zaliczano do rodzaju Costantinella. Anamorfa odnotowano również u rodzaju Fischerula.

## Systematyka
Pozycja w klasyfikacji według Index Fungorum: Pezizales, Pezizomycetidae, Pezizomycetes, Pezizomycotina, Ascomycota, Fungi.
Według Index Fungorum bazującego na Dictionary of the Fungi do rodziny Morchellaceae należą rodzaje:
- Costantinella Matr. 1892
- Disciotis Boud. – krążkówka
- Fischerula Mattir. 1928
- Imaia Trappe & Kovács 2008
- Kalapuya M.J. Trappe, Trappe & Bonito 2010
- Leucangium Quél. 1883
- Morchella Dill. ex Pers. – smardz
- Verpa Sw. – naparstniczka[2].

Nazwy polskie według M.A. Chmiel.